# Assimiou Touré
Assimiou Touré   (Sokodé, 1 de gener de 1988) és un exfutbolista togolès de les dècades de 2000 i 2010.
Fou internacional amb la selecció de futbol de Togo amb la qual participà a la Copa del Món de futbol de 2006.
Pel que fa a clubs, destacà a Bayer Leverkusen.